# يعقوب أفيغدور
يعقوب أفيغدور Jacob Avigdor (ولد 1896 – ومات 1967) حاخام يهودي بولندي، وكاتب وناجي من الهولوكوست. شغل منصب الحاخام الأكبر لطائفة اليهود الأشكيناز في المكسيك.
كان كاتبا غزير الإنتاج، فكتب في الفلسفة الدينية والتاريخ اليهودي، وكتب تعليقات وشروحا حول الكتاب المقدس. لكن ضاعت معظم أعماله قبل الحرب. وفي المكسيك بعد الحرب أصبح يشارك في الدوريات والكتب المنشورة بالعبرية والإسبانية.